# Clive Griffiths (calciatore)
Clive Leslie Griffiths (Pontypridd, 22 gennaio 1955 – Kansas, 29 aprile 2022) è stato un calciatore gallese, di ruolo difensore.

## Carriera
Si forma nel Manchester Utd, con cui esordisce nella massima serie inglese il 27 ottobre 1973 nel pareggio esterno a reti bianche contro il Burnley. Con lo United Griffiths giocherà altri sei incontri di campionato, prima di andare in prestito al Plymouth.
Nell'estate 1975 viene prestato alla franchigia statunitense dei Chicago Sting, con cui non supererà la fase a gironi della North American Soccer League 1975. 
Dal 1975 al 1977 gioca in Inghilterra in forza al Tranmere, con cui ottiene la promozione in terza serie al termine della Fourth Division 1975-1976.
Nell'estate 1976 torna in prestito agli Sting, con cui raggiunge i quarti di finale del torneo 1976. Nel 1977 torna definitivamente agli Sting, rimanendovi sino al 1979.
Nella North American Soccer League 1980 passa ai Tulsa Roughnecks, con cui raggiunge gli ottavi di finali dei playoff per il titolo.
Contemporaneamente e successivamente al calcio Griffiths si dedica all'indoor soccer. Nel 1983, durante la sua militanza ai K.C. Comets, scopre di avere un cancro ai testicoli. Riuscì ad affrontare la chemioterapia senza abbandonare l'attività agonistica. Fu capitano dei Comets dal 1981 al 1983.
È morto in Kansas, dove si era stabilito dopo aver lasciato l'attività agonistica, nel 2022.